# Problemas sociais da Região Nordeste do Brasil

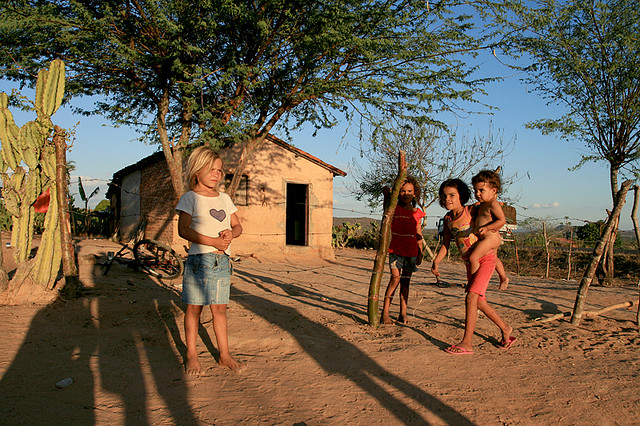
O sertão nordestino é caracterizado por muitas estiagens, com impactos no seu desenvolvimento econômico. Os estados com maior concentração de pobreza extrema são Maranhão, Alagoas, Ceará e Paraíba.

A região Nordeste do Brasil mantém, em termos médios, problemas sociais históricos: defasagem e pouca diversificação da agricultura e indústria, grandes latifundiários, concentração de renda, agravados no sertão nordestino pelo fenômeno natural de secas constantes (ver: Polígono das secas). As distintas características geopolíticas do Nordeste formaram, especialmente na metade no século XX, um cenário propício à migração nordestina às áreas urbanas.
No entanto, no que tange à qualidade de vida de sua população, a região Nordeste vem melhorando nos últimos anos. Ela ainda apresenta os mais baixos indicadores socioeconômicos do país, tais como o Índice de Desenvolvimento Humano (IDH). Os baixos indicadores são mais graves nas áreas rurais e no Sertão nordestino, que sofre longos períodos sem chuva; no entanto, seus indicadores são melhores que os de países como África do Sul (maior economia do continente africano), Bolívia e Guiana. 18,7% dos nordestinos eram analfabetos em 2009 segundo informação divulgada pelo Instituto Brasileiro de Geografia e Estatística (IBGE); e, segundo o Ibope, 22% eram beneficiados pelo programa de transferência de renda Bolsa Família em 2010. A taxa de fecundidade do Nordeste era de 2,04 filhos por mulher em 2009, acima da média nacional (1,94 filho por mulher) e das taxas das regiões Sudeste (1,75 filho por mulher), Sul (1,92 filho por mulher) e Centro-Oeste (1,93 filho por mulher), e abaixo da taxa da Região Norte (2,51 filhos por mulher). Ressalte-se que a taxa de natalidade nordestina está abaixo da taxa de reposição populacional, que é de 2,1 filhos por mulher – duas crianças substituem os pais e a fração 0,1 é necessária para compensar os indivíduos que morrem antes de atingir a idade reprodutiva – e é semelhante às taxas de alguns países desenvolvidos, a exemplo dos Estados Unidos e da Islândia (ambos com taxa de 2,05 filhos por mulher).

## Desenvolvimento humano
| até 6% + 6% + 12% | + 18% + 24% |

Mapa da extrema pobreza segundo a lista de unidades federativas do Brasil por incidência da pobreza. O estado nordestino com menor percentual da população em extrema pobreza é o Rio Grande do Norte, com 13,0%; e o estado com maior percentual de extrema pobreza da Região Nordeste e do Brasil é o Maranhão, com 26,3%.

Alguns municípios da Região Nordeste já desfrutam de um IDH elevado, a exemplo de Fernando de Noronha, Recife, Aracaju, Natal, Salvador e Fortaleza. Setenta por cento dos mil municípios de menor índice de desenvolvimento humano do país estão em áreas semiáridas ou sub-úmidas, mas não se pode afirmar uma relação direta entre a pobreza e o clima semiárido, dado que várias cidades bastante áridas possuem IDH maior que o de outras mais úmidas, e que estados mais chuvosos como Maranhão e Alagoas têm percentuais de extrema pobreza (26,3% e 20,5% da população, respectivamente) maiores que estados predominantemente semiáridos como Rio Grande do Norte, Pernambuco e Paraíba (13,0%, 16,1% e 16,3% da população, respectivamente). No Ceará, por exemplo, todos os municípios (184) estão em regiões semiáridas, subúmidas secas e arredores, mas menos de 30% deles estão na relação de baixo IDH. No Piauí, entretanto, onde 94% das cidades estão em áreas com índice de aridez elevado, 70% estão no grupo. A Bahia — que tem quase 300 cidades em regiões semiáridas, sub-úmidas secas e arredores, o que corresponde a 70% do total — tem apenas 39% deles indicados na lista das mil de menor IDH. Já Alagoas — onde apenas 54 dos 102 municípios (53%) estão em áreas que sofrem os efeitos da desertificação — tem 77 cidades na relação de mais baixo desenvolvimento humano.
O Índice FIRJAN de Desenvolvimento Municipal, que mede o desenvolvimento humano, econômico e social dos estados e municípios, classificou os estados do Rio Grande do Norte, do Ceará e de Pernambuco como os três melhores do Norte-Nordeste em qualidade de vida. Entre as capitais, Natal, Teresina, São Luís e Recife obtiveram os melhores índices.
Durante o Brasil Colônia - até meados do século XVII -, quando a produção de açúcar se destacava na pauta de exportações coloniais, a região possuía a área mais próspera do Brasil - a capitania de Pernambuco (juntamente com a capitania de São Vicente, foram as únicas capitanias de sucesso logo no início da exploração). Desde o fim da rentabilidade da exploração do açúcar na Zona da Mata (faixa outrora ocupada por mata atlântica, no litoral oeste nordestino), a região entrou em decadência econômica. Em meados do século XX passou a se recuperar num ritmo mais rápido que o Brasil em indicadores como IDH e PIB per capita. Entre 1991 e 2005, o IDH regional avançou 16,3%, o maior crescimento do Brasil (em comparação, o Centro-Oeste e Sudeste cresceram 10,9% e o Sul, 8,5%). Ademais, a região Nordeste foi a que mais reduziu a mortalidade infantil desde 1991, passando de 70,9 por mil nascidos vivos para 31,5 por mil em 2005, e deverá ser a primeira região brasileira a atingir, em 2010, a meta para a mortalidade infantil estabelecida pelos Objetivos do Milênio. Apesar da progressiva melhoria, ainda mantém de longe o maior nível de pobreza e o menor nível de renda do país.
Em uma pesquisa feita pela Fundação Getúlio Vargas em 2005, Aracaju foi apontada como a capital com melhor qualidade de vida do Norte-Nordeste, classificando-a como a 12.ª melhor cidade do país para se viver, de acordo com o índice de satisfação de seus habitantes. Contudo, tal fato foi questionado, visto que apenas 40% da capital sergipana possui saneamento básico. O Instituto de Pesquisa Econômica Aplicada também fez uma pesquisa em 2005 e apontou Natal como a capital com o menor número de homicídios do país e a colocou no 14.ª lugar entre as cidades mais seguras do país. No entanto, nos últimos anos a violência na capital potiguar aumentou significativamente. Uma pesquisa do Ministério da Saúde em 2008 reafirmou Aracaju como melhor qualidade de vida do Norte-Nordeste e mostrou que Natal é a capital brasileira com menor número de fumantes.
No entanto, em pesquisa de 2021, Petrolina foi apontada como cidade com maior qualidade de vida no Nordeste.

## Trabalho infantil

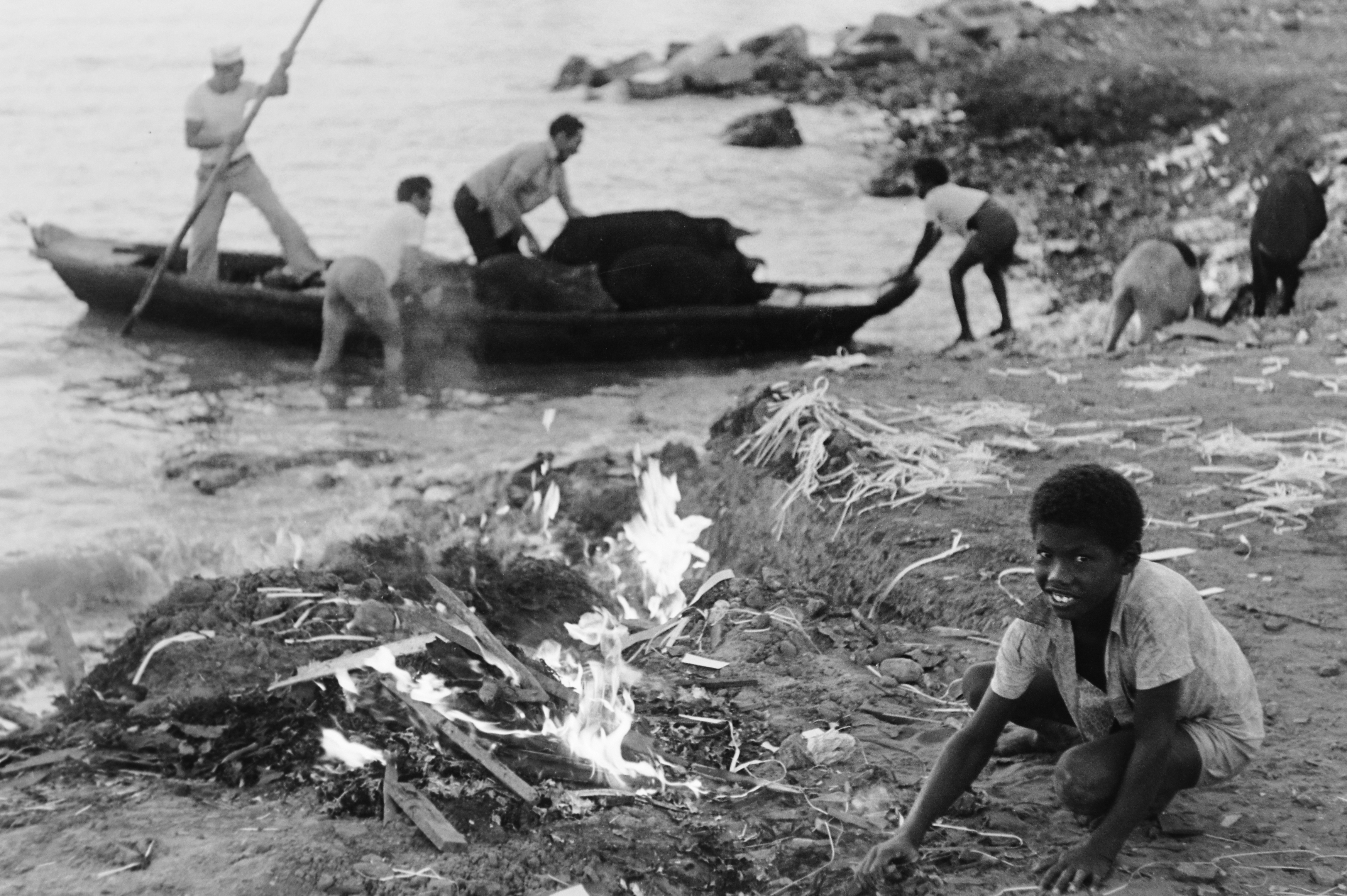
São Luís, Maranhão, 1976

A região ainda sofre com o trabalho infantil, principalmente no interior, e com a prostituição infantil nos núcleos urbanos. Outros graves problemas são, assim como no resto do Brasil, o aumento da criminalidade, o inchaço das periferias das maiores cidades, a corrupção e o baixo desenvolvimento econômico do interior. Grande parte do Nordeste também enfrenta graves problemas com a desigualdade, tanto social quanto racial (Alagoas possui a maior diferença de IDH entre brancos e negros).

## Educação e criminalidade
De acordo com uma pesquisa divulgada em 2006 e realizada pelo professor da Universidade Federal de Pernambuco, Luiz Honorato da Silva Júnior, a baixa escolaridade é o principal fator para a pobreza no Nordeste. Também foram encontrados os seguintes resultados com relação à pobreza nessa região:
Rio Grande do Norte, Sergipe e Pernambuco são os estados com menor número de pobres, e entre os estados com o maior número estão Piauí, Alagoas e Maranhão.
Numa pesquisa feita para elaborar o Índice de Homicídios na Adolescência (IHA), que mede a probabilidade de um adolescente entre 12 e 18 anos ser assassinado, Maceió (6,03, nono pior IHA) e Recife (6,0, décimo pior IHA) são as únicas capitais estaduais brasileiras presentes entre as dez cidades com mais jovens assinados a cada mil. Incluídas entre essas cidades com os dez piores resultados estão também Olinda (6,5, quarto pior IHA) e Jaboatão dos Guararapes (6,0, oitavo pior IHA), as duas estão localizadas na Região Metropolitana de Recife. Entretanto, a região Nordeste não é a que concentra os mais altos IHA, e, sim, a Sudeste; e a líder do ranking de assassinatos de jovens é Foz do Iguaçu-PR, cidade localizada na Região Sul. Já entre os melhores IHA, estão dois municípios nordestinos: Maranguape, no Ceará, e Codó, no Maranhão.